# نوآ تیلور
نوآ جرج تیلور (انگلیسی: Noah George Taylor؛ زادهٔ ۴ سپتامبر ۱۹۶۹) هنرپیشهٔ استرالیایی زادهٔ انگلستان است. وی بیشتر برای بازی در نقش‌هایی مثل لاک در مجموعه بازی تاج‌وتخت و آقای باکت در چارلی و کارخانه شکلات‌سازی شناخته شده است.

## فیلم‌شناسی
- سالی که صدای من شکست (۱۹۸۷)
- لاس زدن (۱۹۹۱)
- درخشیدن (۱۹۹۶)
- تقریباً مشهور (۲۰۰۰)
- آسمان وانیلی (۲۰۰۱)
- لارا کرافت: مهاجم مقبره (۲۰۰۱)
- مکس (۲۰۰۲)
- لارا کرافت مهاجم مقبره: گهواره حیات (۲۰۰۳)
- بر جدید (۲۰۰۵)
- چارلی و کارخانه شکلات‌سازی (۲۰۰۵)
- دختر جدید (۲۰۰۹)
- زیردریایی (۲۰۱۰)
- بی‌قانون (۲۰۱۲)
- ماینداسکیپ (۲۰۱۳)
- تقدیر (۲۰۱۴)
- پیکی بلایندرز (مجموعه تلویزیونی) (۲۰۱۴)
- مایا زنبور عسل (۲۰۱۴)
- لبه فردا (۲۰۱۴)

پدینگتون ۲ ۲۰۱۷